# Elecciones municipales de Guayaquil de 2009
Las elecciones municipales de Guayaquil de 2009 tuvieron lugar el 26 de abril de dicho año. Las elecciones municipales determinaron por sufragio directo de los electores a las dignidades que encabezan al cabildo municipal, y el candidato que recibió la mayoría de los votos (68,44%) para ser Alcalde de Guayaquil fue Jaime Nebot, mientras que paralelamente, también se eligió a los miembros del Concejo Cantonal de Guayaquil en un total de 15 entre las varias listas presentadas.
Estas elecciones se dieron después de la aprobación de la constitución de 2008 la cual ordenó la renovación de todos los cargos públicos para dignidades por sufragios. Como tal, se realizaron en conjunto las elecciones presidenciales y legislativas a nivel nacional, también a los representantes al Parlamento Andino. A nivel provincial se eligieron los cargos a prefectos, y a nivel municipal se eligieron alcaldes, miembros de los concejos cantonales, y presidentes de juntas parroquiales.

## Antecedentes
Después de ser aprobada la nueva constitución tras el Referéndum constitucional del 28 de septiembre del 2008, y de ser publicada en el Registro Oficial el 20 de octubre del mismo año, por disposición transitoria de la misma se convoca a elecciones generales para las dignidades de: Presidente y Vicepresidente de la República; Representantes del Parlamento Andino; Diputados de la Asamblea Nacional; Prefectos y viceprefectos provinciales; Alcaldes municipales; Concejales para cada cantón; Presidente y vocales para cada Junta Parroquial.
Para estas elecciones, el padrón electoral de la ciudad de Guayaquil contaba con 1 546 377 individuos inscritos y habilitados para poder sufragar en las elecciones seccionales. Esto convirtió a la ciudad en la primera con respecto a número de votantes, aún por encima de la capital del país, Quito. Entre estos, tras haber sido aprobada la Constitución de 2008, se integraban votantes en el rango de edad entre 16 y 18 años.

## Candidatos
El actual alcalde de la ciudad, el Ab. Jaime Nebot Saadi, fue el primero en postular claramente su candidatura a la reelección como burgomaestre de Guayaquil. Había expuesto que si en Guayaquil ganabá el Sí en el referéndum nacional del 28 de septiembre, no se postularía a la reelección, cosa que no se cumplió ya que en esta ciudad el No acumuló el 47,01% de los votos mientras el Sí el 45,66%. Jaime Nebot se constituyó como el más grande opositor del gobierno al encabezar las campañas por el No en toda la urbe. A diferencia de las anteriores candidaturas, para estas elecciones, no se inscribió como parte de las filas del Partido Social Cristiano sino que lo hizo como parte del Movimiento Madera de Guerrero.
El partido de gobierno había propuesto elecciones primarias entre varios de sus afiliados. Algunos de los postulantes que se nominaron para estos comicios fueron: Pierina Correa, directora provincial de Acuerdo PAIS y hermana del Presidente de Ecuador, Rafael Correa; Gustavo Darquea, también director provincial de Alianza PAIS; Balerio Estacio quien incluso antes de las elecciones se presentaba como candidato a la alcaldía de Guayaquil por este partido; y Rolando Panchana, asambleísta constituyente por el partido oficialista. Pero el buró político de Alianza PAIS, por previo consenso, eligió a María de los Ángeles Duarte como única postulante para terciar en las elecciones del 26 de abril. Duarte ocupaba el cargo de Ministra de Vivienda al cual presentó su renuncia para inscribir su candidatura.
El 5 de enero, ambos presentaron sus candidaturas a la Junta Electoral del Guayas. También fueron inscritos Franklin Alvarado y Gabriel Pin.

### Campaña electoral
El 23 de abril de 2009 se cerró la campaña electoral. En ese día, una lluvia acompañó la caravana de cierre del Partido Social Cristiano encabezada por su candidato Jaime Nebot. María de los Ángeles Duarte cerró su campaña con un mitin en el sector de Las Orquídeas al norte de Guayaquil, junto al presidente Rafael Correa.

## Resultados electorales

### Elección de alcalde municipal
| Lista | Partido | Candidato                 | Votos   | %      |
| ----- | --- | ------------------------- | ------- | ------ |
| 6 75  | Partido Social Cristiano Movimiento Cívico Madera de Guerrero                                                 | Jaime Nebot Saadi         | 761.699 | 68.44% |
| 35    | Movimiento Alianza PAIS, Patria Altiva I Soberana                                                             | María Duarte Pesantes     | 146.278 | 29.01% |
| 71 17 | Movimiento Lealtad Igualdad y Desarrollo Partido Socialista Frente Amplio                                     | Gabriel Pin Guerrero      | 5.890   | 1.57%  |
| 14    | Movimiento de Acuerdo Nacional                                                                                | Rafael Navarrete Espinoza | 2.968   | 0.54%  |
| 38 68 | Movimiento Blanco Ecuatoriano por la Reivindicación de los Pobres Movimiento Agrupaciones Sociales Autóctonas | Franklin Alvarado Canales | 2.711   | 0.45%  |

### Elección de concejales cantonales
En estas elecciones, el Partido Social Cristiano obtuvo la mayoría del Concejo Cantonal con 8 representantes. Luego de ellos, Alianza PAIS obtuvo 5 ediles, y los partidos PRIAN y PSP llevaron uno cada uno:
- Alianza PSC - Madera de Guerrero

1. Leopoldo Baquerizo
2. Roberto Gilbert
3. Cristina Reyes
4. Doménica Tabacchi
5. Guillermo Chang
6. Carmen Herbener
7. Manuel Samaniego
8. Grecia Cando

- Alianza PAIS

1. Octavio Villacreses
2. Gino Molinari
3. Guadalupe Salazar
4. Gina Galeano
5. Ana Banchón

- Partido Renovador Institucional Acción Nacional

1. Vicente Taiano Basantes

- Partido Sociedad Patriótica

1. Daniel Saab